# Tour Febonio
La tour Febonio est une tour d'époque médiévale située dans la ville de Trasacco, dans la province de L'Aquila (Abruzzes),.
La structure défensive se caractérise par sa forme carrée à la base et sa forme circulaire au sommet.

## Historique
La tour se caractérise par la construction des niveaux à différentes époques. La base repose sur l'emplacement d'un bâtiment préexistant qui remonte à l'époque romaine, époque à laquelle les tunnels de Claude furent construits pour le premier drainage du lac Fucin.

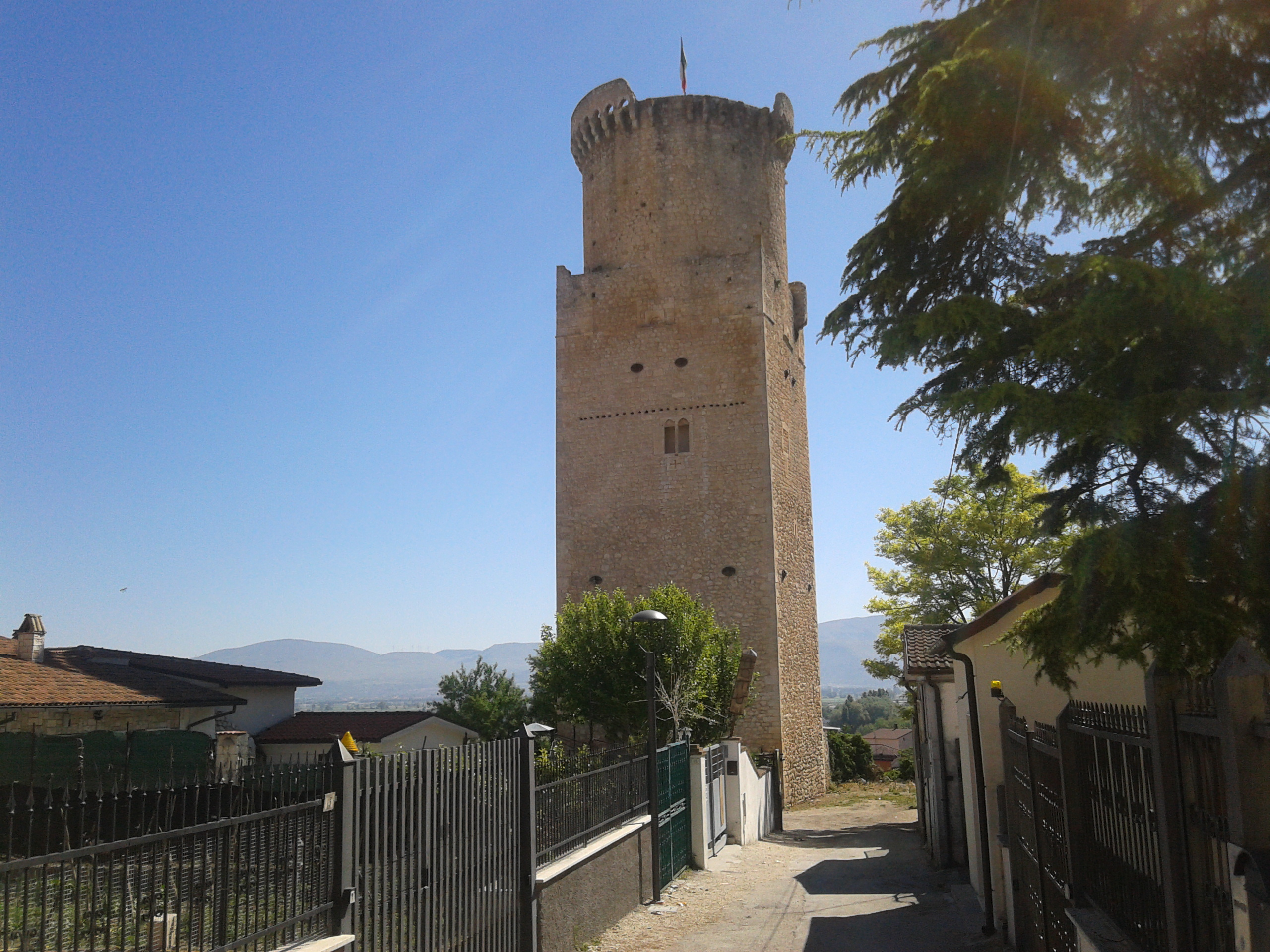

La partie inférieure de la tour date du XIIe siècle et présente une architecture en maçonnerie typique de la fin du Moyen Âge, tandis que la partie supérieure a été construite à la Renaissance après le XIVe siècle.
À l'origine, le site était très probablement occupé par un édifice d'époque romaine sur lequel fut érigée la partie inférieure de la tour carrée incluse dans le système château-enceinte de la villa médiévale de Transaquas à partir du XIIe siècle. Dans la première moitié du XIIe siècle, elle appartenait au comte de Marsi Crescenzio qui en fit don en 1120 à la Basilica dei Santi Cesidio e Rufino (it), elle fit ensuite partie des possessions de Roger d'Andria, le centre de référence politico-administratif du comté d'Albe. Au XVIe siècle, elle fut probablement acquise par la famille Muzio Febonio (it), de qui elle tire son nom. Saccagée et endommagée lors des invasions barbares, elle était utilisée à des fins militaires défensives, notamment, elle était visuellement reliée aux tours construites sur les montagnes de Marsica ou dans les villages d'altitude entourant le lac Fucin.
Une fois sa vocation militaire achevée, la tour représentait un phare pour les pêcheurs de la zone. Le voyageur anglais Edward Lear, lors de son voyage dans les Abruzzes, a créé une illustration de la tour la décrivant comme « bizarre et pittoresque » dans son ouvrage Excursions illustrées en Italie de 1846.
Endommagée par le séisme du 13 janvier 1915 de la Marsica, elle fut restaurée à partir des années 1970. À la suite de la dernière restauration qui a eu lieu en 2008, il est possible de la visiter.
En 2016, sur le parvis de la tour, les restes d'un escalier d'époque romaine ont émergé lors des travaux de pavage.